# Semerkhet
Semerkhet o Semsem fou el setè faraó de la primera dinastia de l'antic Egipte.

## Noms
Conegut des del moment del seu naixement com a Semerkhet, quan va coronar-se faraó va prendre diversos noms:
- Nom d'Horus: Horus-Semerkhet.[2]
- Nom de Nebty (dees Nekhbet i Buto): Irineter-Semsem
- Nom d'Horus d'or: Irineter-Semsem

En diversos texts antics grecs, apareix amb els noms de Mempses o Semempses. Altres transcripcions que s'ha trobat del seu nom són: Xepses, Irinebty, Irineter, Irinetyer, Nekht, Nekhti, Semenphes, Semerchet, Semerkha, Semerjet, Semsemptà, Semsou, Semsu, Smerja, Smerkha.

## Antecedents familiars
Semerkhet era fill del faraó Anedjib i la reina Batirites. No hi ha acord sobre si Anedjib era fill del faraó Den o fou un usurpador del tron que es maridà amb una princesa de la família reial. De tota manera, Semerkhet era descendent dels altres faraons de la dinastia I per part de pare, de mare o d'ambdós.

## Dades sobre Semerkhet
Se li atribueix un regnat d'entre 8 i 18 anys (la pedra del Caire descriu el seu regnat i hi dona 8 anys i mig). Va residir a Memfis.
El papir de Torí diu que va morir amb 72 anys. Fou enterrat a Abidos i, a la seva tomba, es van trobar 10 recipients importats de Palestina. Alguns servents foren enterrats amb ell, com havia passat ja amb els seus antecessors. Se'n conserva una estela funerària trobada per Petrie a la seva tomba el 1898. Cap mastaba d'aquest rei existeix a Saqqara.
Un dels seus ministres, Henuka, va servir també el seu successor Qa'a. Aquest no era fill de Semerkhet, per això es desconeix com va arribar al poder.

## Semsem
La tradició egípcia de la Bíblia l'assimila a Sem, fill de Noè. Segons aquesta tradició, Sem i els seus fills poblaren l'actual Pròxim i Mitjà Orient, i esdevingué Sem el cabdill de totes aquestes terres.
Un nebot de Sem anomenat Nimrod va començar a guanyar poder a la Mesopotàmia, fundant la ciutat de Babilim, edificant la torre de Babeli ocupant les regions d'Èrec, Acad i Calan, a les terres de la Xinar. Després, va estendre els seus dominis a Assur, on hi va edificar Nínive, Rehobot-Ir, Quèlah i la capital Ressen.
Aleshores, va produir-se una lluita entre Nimrod i Semsem, que va acabar amb la mort del primer.